# Rado (hodinky)
Rado je švýcarská luxusní značka hodinek charakteristická používáním netradičních materiálů, zejména high-tech keramiky. Sídlí v městě Lengnau v kantonu Bern ve Švýcarsku a patří do skupiny Swatch Group.

## Historie
V roce 1917 si bratři Fritz, Ernst and Werner Schlupovi ve městečku Lengnau v kantonu Bern ve Švýcarsku založili v domě svých rodičů hodinářskou dílnu zaměřenou zpočátku na výrobu součástek do strojků. Na přelomu třicátých a čtyřicátých let se na trhu začaly objevovat jejich vlastní hodinky s označením Rado na číselníku. Rado znamená kolo v mezinárodním jazyku Esperanto.
Historie značky, jak ji známe dnes, se začala psát až v roce 1957, kdy manufaktura uvedla hodinky Rado s typickým logem s otáčející se kotvičkou v červeném kole. Jednalo se o řadu sportovně elegantních hodinek Golden Horse s mořskými koníky na číselníku.